# Aisha (2022)
Aisha ist ein Filmdrama von Frank Berry, das im Juni 2022 beim Tribeca Film Festival seine Premiere feierte und im November 2022 in die irischen Kinos kam.

## Handlung
Die junge Nigerianerin Aisha Osagie ist vor einigen Jahren als Flüchtling nach Irland gekommen, hängt jedoch noch immer im Einwanderungssystem fest. In einer der Unterkünfte macht sie eines Tages die Bekanntschaft des ehemaligen Gefängnisinsassen Conor Healy. Ihre Freundschaft droht jedoch nur von kurzer Dauer zu sein, weil Aishas Flüchtlingsstatus in Frage gestellt wird.

## Produktion
Regie führte Frank Berry, der auch das Drehbuch schrieb. Es handelt sich nach I Used to Live Here und Michael Inside um seinen dritten Spielfilm.
Letitia Wright spielt in der Titelrolle Aisha Osagie. Josh O’Connor ist in der Rolle des ehemaligen Gefängnisinsassen Conor Healy zu sehen. Ruth McCabe spielt Mrs. Keegan und Abdul Alshareef Hassan Nassar.
Die Dreharbeiten fanden in Irland statt. Als Kameramann fungierte Tom Comerford, mit dem Berry bereits für Michael Inside zusammenarbeitete.
Im Juli 2021 wurde der Film beim Marché du film der Internationalen Filmfestspiele von Cannes präsentiert. Die Premiere erfolgte am 11. Juni 2022 beim Tribeca Film Festival. Im November 2022 wurde er beim Cork International Film Festival gezeigt. Am 18. November 2022 kam Aisha in die irischen Kinos. Am 10. Mai 2024 kam der Film in ausgewählte US-Kinos.

## Rezeption

### Kritiken
Von den bei Rotten Tomatoes aufgeführten Kritiken sind 98 Prozent positiv bei einer durchschnittlichen Bewertung mit 7,6 von 10 möglichen Punkten. Bei Metacritic erhielt der Film einen Metascore von 81 von 100 möglichen Punkten.

### Auszeichnungen
Irish Film & Television Awards 2023
- Nominierung als Bester Film
- Auszeichnung für die Beste Regie (Frank Berry)
- Auszeichnung für das Beste Drehbuch (Frank Berry)
- Nominierung als Bester internationaler Schauspieler (Josh O’Connor)
- Nominierung als Beste internationale Schauspielerin (Letitia Wright)
- Nominierung für den Besten Schnitt (Colin Campbell)
- Nominierung für das Beste Kostümdesign (Kathy Strachan)
- Nominierung für das Beste Szenenbild (Tamara Conboy)
- Nominierung für das Beste Make-up und die besten Frisuren (Dumebi Anozie & Liz Byrne)
- Auszeichnung für den Besten Ton[6][7][8]

London Critics’ Circle Film Awards 2023
- Nominierung als Beste britische Darstellerin (Letitia Wright, auch für Black Panther: Wakanda Forever & The Silent Twins)[9]